# Alejsk
Alejsk (ros. Алейск) – miasto w azjatyckiej części Rosji, w Kraju Ałtajskim, centrum administracyjne rejonu alejskiego.
Miasto położone jest nad rzeką Alej, prawym dopływem Obu, 125 km na południowy zachód od Barnaułu.
Założone w 1913 roku koło wsi Małopaniuszewa (Малопанюшева) jako stacja kolejowa na linii Nowosybirsk – Semej. W latach 1926–1938 osiedle typu miejskiego, od stycznia 1939 status miasta.
6 km od Alejska znajdowała się baza lotnicza z 30 silosami rakiet RS-20/SS-18, zniszczona wraz z lotniskiem w latach 2001/2002 w ramach układu o redukcji sił. Obecnie znajduje się tu baza 122 dywizji zmechanizowanej.